# Hộp danh sách

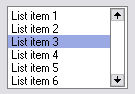
Một list box điển hình

Hộp danh sách (tiếng Anh: List box) là một thành tố điều khiển đồ họa cho phép người dùng chọn một hoặc nhiều mục (item) từ danh sách đặt trong một hộp văn bản tĩnh nhiều dòng. Để chọn một mục tin, người dùng phải nhấp vào mục đó trong hộp danh sách, đôi khi kết hợp với phím ⇧ Shift hoặc Ctrl để chọn đồng thời nhiều mục.
Trong tiêu chuẩn XForms, một hộp danh sách được gọi là select hoặc select1. select được sử dụng để người dùng có thể chọn nhiều mục từ danh sách, trong khi select1 chỉ cho phép người dùng chọn một mục từ danh sách.

## HTML
Trong các web form (biểu mẫu web), các phần tử HTML <select multiple> và <option> được sử dụng để hiển thị hộp danh sách:
```
<
select
 
multiple
>

  
<
option
>
List item 1
</
option
>

  
<
option
>
List item 2
</
option
>

  
<
option
>
List item 3
</
option
>

  
<
option
>
List item 4
</
option
>

  
<
option
>
List item 5
</
option
>

  
<
option
>
List item 6
</
option
>

</
select
>

```